# Бодыкин, Гарольд Михайлович
Бодыкин Гарольд Михайлович (род. 24 августа 1938, Лубны, Полтавская область) — советский и украинский драматург.

## Биография
Родился 24 августа 1938 года в городе Лубны Полтавской области.
В 1958 году окончил Харьковский театральный институт. С 1960 года работал актёром в Харьковском академическом театре имени Т. Шевченко. Затем получил приглашение на должность актёра и завлита в Донецком драматическом театре (Мариуполь).
С 1966 года работал в Криворожском музыкально-драматическом театре имени Т. Г. Шевченко: актёр, завлит и заместитель директора.
С 1979 года — в Крымском академическом русском театре. Образовал в Крыму театр «Талант», который действовал около двух лет.
Член Союза писателей СССР с 1989 года.
Живёт в Симферополе (Крым).

## Творческая деятельность
Пишет на русском и украинском языках.
Автор пьес «Пробуждение» (1977), «Идущий за солнцем» (1978), «Фонтан любви» (1982), «Не предам Херсонеса» (1984), «Браво, Оскар!» (1985), «Золотой запас» (1987), «Вечер Иисуса у Марии-Магдалины» (1990), «Наследники», «Доля одного миллиона», «Горькая судьба», «Девичья обида», «К новым журавлям!», «Левостороннее движение», «Песнь славянского Кургана» и других.
Победитель всеукраинского конкурса романов, киносценариев, пьес и песенной лирики о любви «Коронация слова 2009» в номинации «киносценарии и пьесы» с пьесой «Красная свитка».